# Colli-Agbamè
Colli-Agbamè è un arrondissement del Benin situato nella città di Toffo (dipartimento dell'Atlantico) con 8.768 abitanti (dato 2006).